# Los Angeles Police Department

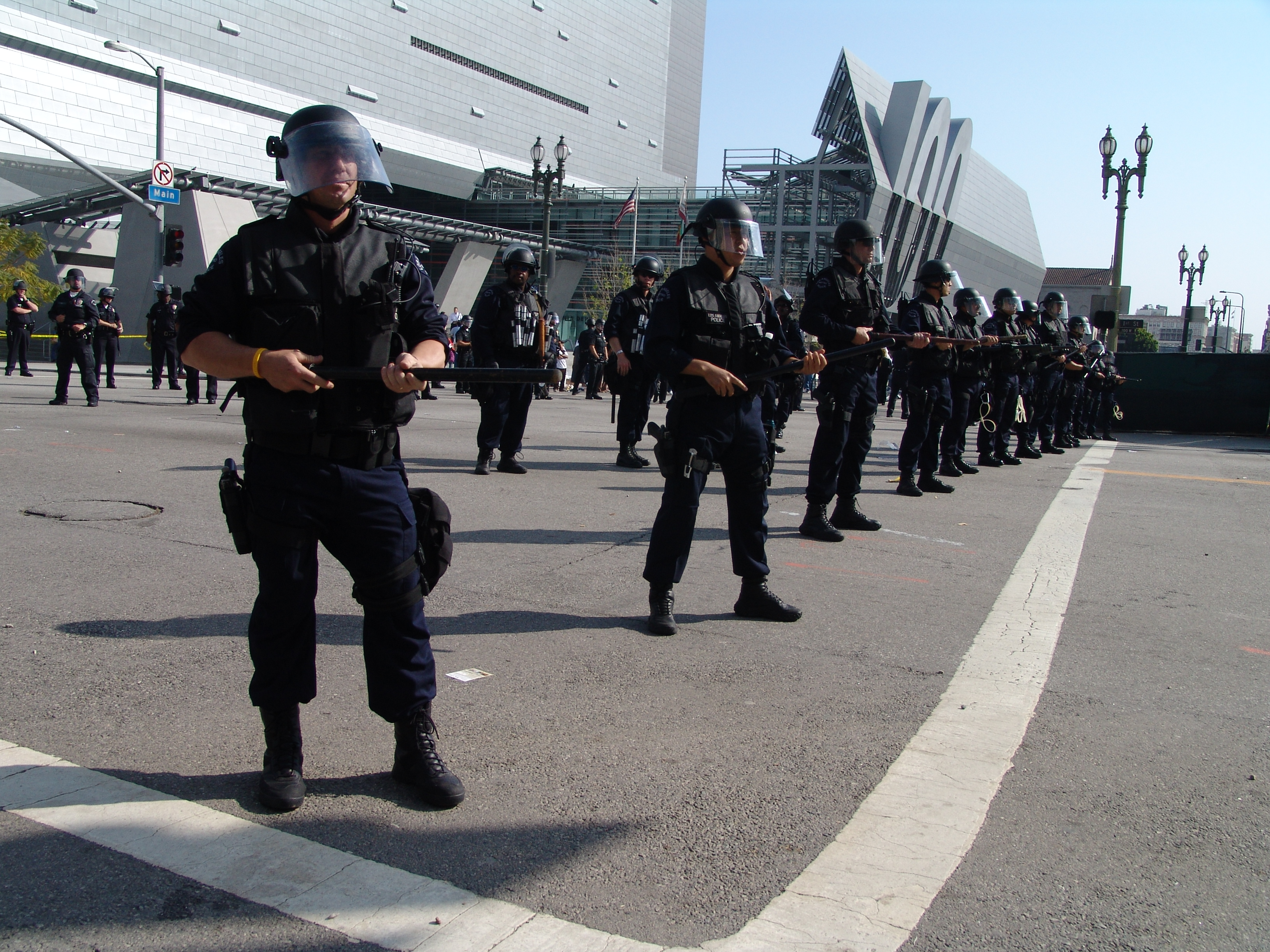
Funkcjonariusze LAPD

Los Angeles Police Department (LAPD) – departament policji w mieście Los Angeles, w Kalifornii. Jeden z największych departamentów policji w USA w którym w 2024 roku służy 9 165 policjantów oraz ponad 3000 pracowników cywilnych. LAPD jest odpowiedzialne za obszar 1290km² i 4 miliony mieszkańców. Departament dzieli się na 4 biura operacyjne (Centralne, Południowe, Zachodnie i Dolinę San Fernando) oraz 21 posterunków. Jako departament LAPD posiada około 6000 pojazdów, 26 helikopterów, 2 łodzie, 3 samoloty, 40 koni i 22 psy policyjne. Od 10 października 2024 roku, po wcześniejszym ratyfikowaniu przez Radę Miasta oraz burmistrza miasta Los Angeles Karen Bass, 59 szefem departamentu został były Szeryf Hrabstwa Los Angeles Jim McDonnel.

## Podział administracyjny
LAPD jest podzielone na 4 biura operacyjne, 21 posterunków (obszarów) oraz 4 wydziały policji drogowej Centralne (24), Południowe (25), Zachodnie (34) i Dolinę San Fernando (35) i wydział metropolitalny (41). Dodatkowo każdy obszar zawiera RD (Reporting Districs), który dzieli go na jeszcze mniejsze jednostki, co ułatwia dojazd i orientacje w terenie policjantów. Każdy RD zawiera 4 liczby z czego dwie pierwsze to numer obszaru a reszta to kolejno przyporządkowane numery, np. RD 1075 oznaczający obszar West Valley lub RD 1248 oznaczający obszar 77th Street.
Posterunki są podzielone geograficznie, według czterech biur operacyjnych:
Biuro Centralne (Central Bureau)
- Central (1)
- Rampart (2)
- Hollenbeck (4)
- Northeast (11)
- Newton (13)

Biuro Południowe (South Bureau)
- Southwest (3)
- Harbor (5)
- 77th Street (12)
- Southeast (18)

Biuro Doliny San Fernando (Valley Bureau)
- Van Nuys (9)
- West Valley (10)
- North Hollywood (15)
- Foothill (16)
- Devonshire (17)
- Mission (19)

Biuro Zachodnie (West Bureau)
- Hollywood (6)
- Wilshire (7)
- West Los Angeles (8)
- Pacific (14)

## System Radiowy LAPD
LAPD posiada bardzo nowoczesny i rozbudowany system łączności radiowej. Każde z 4 biur ma swój własny dedykowany kanał radiowy, na którym komunikują się wszyscy przydzielani do tego biura policjanci. Oprócz 4 głównych kanałów można wyróżnić kanały taktyczne (TAC Channel), gdzie w razie potrzeby przenoszą się policjanci uczestniczący w akcjach które "wyłączają" ich z rutynowego patrolu przez co główne kanały nie są przeciążone przez natłok informacji. Od 2017 roku departament sukcesywnie wymienia stare modele motoroli XTS 5000 na bardziej nowoczesne modele Motoroli APX 8000..
Jak wiele służb ratunkowych w USA, LAPD udostępnia swoje kanały radiowe do użyteczności publicznej, co umożliwia każdemu na nasłuch dowolnego kanału o dowolnej porze. Przykładowe kanały: Południowe, Zachodnie i Dolinę San Fernando
Zgłoszenia:
Każde otrzymane zgłoszenie zostaje przypisane do wewnętrznego systemu LAPD jako numer incydentu "Incident Number". Każdy numer incydentu składa się z 4 cyfr, cyfry te zostają przypisane kolejno od liczby 1 do 9999 bez względu na miejscu lub czas zgłoszenia, w praktyce oznacza to że jedno zdarzenie może mieć przypisane wiele numerów incydentu, mimo tego że dotyczy to tego samego zgłoszenia. Numeracja resetuje się i zaczynają od początku o północy każdego dnia. Codziennie generowane jest od 4,500 do 6,500 "incydentów" co przekłada się na około 2,500 zgłoszeń każdego dnia.
Szablon zgłoszenia:
Wydział albo konkretna jednostka / Rodzaj zgłoszenia albo kod / Adres / Szczegóły zgłoszenia / Priorytet zgłoszenia / Numer Incydentu / RD
Dodatkowo każde zgłoszenie jest poprzedzone krótkimi sygnałami mającymi na celu zwrócenie uwagi funkcjonariuszy, w zależności od priorytetu wysyłane są 2 lub 3 sygnały.

## Kody radiowe
LAPD jak większość departament policji w USA posiada swój własny system kodów i skrótów radiowych oparty na przepisach karnych Kalifornii. Najważniejsze i najczęściej używane z nich to:
Kody Radiowe:
- Kod 2 – wezwanie rutynowe, niewymagające użycia sygnałów dźwiękowych i świetlnych,
- Kod 3 – nagłe wezwanie alarmowe, użycie sygnałów dźwiękowych i świetlnych,
- Kod 4 – dalsze wsparcie niepotrzebne (rozumiane jako: sytuacja została opanowana),
- Kod 6 – dojazd na miejsce zgłoszenia  (badanie miejsca zdarzenia)
- Kod 6 Charles – osoba poszukiwana, możliwie uzbrojona
- Kod 30 - włamanie
- Kod 30 ringer  - włamanie zgłoszone po przez system alarmowy, ochronę
- Kod 37 – kradziony pojazd (wykorzystywane w sytuacji zauważenia kradzionego pojazdu, śledzenia lub pościgu za nim
- Kod Aplha - odprawa
- Kod Robert - jednostka z karabinem
- Kod Sam - jednostka z Beanbag
- Kod Sam'40 - jednostka z działkiem 40mm
- Kod Tom - jednostka z taserem

Skróty Radiowe:
- DB (Dead Body) - zwłoki
- BT (Bomb Threat) - zagrożenie bombowe
- CP (Command Post) - punkt dowodzenia
- EOA  (End of Watch) - koniec zmiany
- ETA (Estimated Time of Arrival) - przybliżony czas przybycia na miejsce
- FST (Field Sobrierity Test) - test trzeźwości
- MDT (Mobile Data Terminal) - terminal policjny
- PIT Manouver (Police Intervention Technique) - manewr zatrzymujący pojazd
- RA (Rescue Ambulance) - karetka ratunkowa
- RD (Reporting District) – obszar zgłoszenia
- DOA (Death on Arrival) - dosł. "śmierć przy przybyciu
- GOA (Gone on Arrival - dosł. "przy przybyciu"
- DV (Domestiv Violence) - przemoc domowa
- FID (Force Investigation Division) - Wydział
- TC (Traffic Collision) – kolizja drogowa
- PR (Person Reporting) – osoba zgłaszająca wezwanie, świadek zdarzenia
- ADW (Assault with a Deadly Weapon) – atak z niebezpieczna bronią
- RTO (Radio-Telephonic Operator) – operator/dyspozytor policyjny
- FTO (Field Training Officer) - funkcjonariusz szkoleniowy
- PIO (Public Information Officer) - rzecznik prasowy
- Ambulance shooting/traffic/cutting/ADW – zdarzenie wymagające interwencji służb medycznych
- "K" Injury - śmierć w wyniku wypadku/zdarzenia drogowego
- SMART team/unit – jednostka zajmująca się osobami z chorobami psychicznymi
- 40' (forty) – nie śmiercionośne działo 40mm
- tube/pipe - strzelba
- Shop – radiowóz policyjny
- boot - rekrut/funkcjonariusz który nie ukończył swojego szkolenia terenowego
- PED (Pedestrian) - pieszy
- Sheriff - odnosi się do zastępców/funkcjonariuszy szeryfa Hrabstwa Los Angeles
- PO (Police Officer) - funkcjonariusz policji
- PD (Police Department) - policja
- FD – straż pożarna
- DOT (Department of Transportaion) - pomoc drogowa
- EMS (Emergency Services) - służby ratunkowe/medyczne
- Airship/Air unit - jednostka powietrzna
- Articale - odnosi się do przedmiotów znalezionych przez funkcjonariuszy, np. broń

Kody oparte na przepisach karnych Kalifornii:
- 148 – opór przy zatrzymaniu
- 187 – zabójstwo
- 207 – porwanie
- 211 – napad z bronią
- 215 - kradzież samochodu
- 240 – napaść
- 245 – napaść z bronią
- 246 – strzały oddane w mieszkaniu
- 261 – gwałt
- 288 – nieobyczajne zachowanie
- 311 – obnażanie się
- 390 – osoba pod wpływem
- 415 – osoba zakłócająca porządek
- 451 – podpalenie
- 459 – włamanie do mieszkania
- 480 – potrącenie z ucieczką
- 502 – (DUI – Driving Under Influence) jazda pod wpływem

Alfabet fonetyczny:
Jak większość departamentów w stanach LAPD używa między krajowego alfabetu fonetycznego dla służb policyjnych, który służy do sprawniejszej i dokładniejszej komunikacji między oficerami i RTO. Wykorzystywany jest do np. podawania numerów tablic rejestracyjnych pojazdów.
| A | Adam    |  |
| B | Boy     |  |
| C | Charles |  |
| D | David   |  |
| E | Edward  |  |
| F | Frank   |  |
| G | George  |  |
| H | Henry   |  |
| I | Ida     |  |
| J | John    |  |
| K | King    |  |
| L | Lincoln |  |
| M | Mary    |  |
| N | Nora    |  |
| O | Ocean   |  |
| P | Paul    |  |
| Q | Queen   |  |
| R | Robert  |  |
| S | Sam     |  |
| T | Tom     |  |
| U | Union   |  |
| V | Victor  |  |
| W | William |  |
| X | X-ray   |  |
| Y | Young   |  |
| Z | Zebra   |  |

## Umundurowanie i wyposażenie[10]
Department wyróżnia 4 podstawowe klasy umundurowania takie jak:
Klasa A – strój galowy
*koszula z długim rękawem w kolorze LAPD (Navy Blue)
[ odznaka blaszana noszona nad lewą przednią kieszenią opcjonalnie medale i odznaczenia które posiada oficer (także wojskowe), grawerowany imiennik noszony po prawej stronie na przedniej kieszeni oraz krawat ze złotą spinka ]
* spodnie w kolorze LAPD (navy blue)
*taktyczne buty zatwierdzone przez LAPD
*pas służbowy z zatwierdzonym przeznaczonym do stroju galowego
*czapka galowa
Klasa B –  podstawowy mundur noszony przez każdego oficera bez względu na rangę czy stanowisko
*Koszula z długim lub krótkim rękawem w kolorze LAPD (Navy Blue) w zależności od warunków pogodowych i rangi oficera
[ odznaka blaszana noszona nad lewą przednią kieszenią oraz grawerowany imiennik noszony po prawej stronie na przedniej kieszeni ]
* spodnie w kolorze LAPD (navy blue)
*biały t-shirt noszony pod koszulą główną
*dodatkowo wydział drogowy jest wyposażony w zielone emblematy napisem "Los Angeles Police" z  białym krzyżem noszone na ramionach na prawej i lewej stronie
*taktyczne buty zatwierdzone przez LAPD
*pas służbowy z zatwierdzonym wyposażeniem
*oficerowie którzy odbywają swoje 2 letnie szkolenie terenowe do podstawowego munduru noszą także krawat (oficerowie rezerwowi również posiadają pozwolenie na noszenie krawatu do regularnego munduru)
Klasa C – czarny mundur typu PDU (Patrol Duty Uniform). Mundur noszony przez każdego oficera bez względu na rangę czy stanowisko za zgodą dowódcy zmiany/posterunku/wydziału.

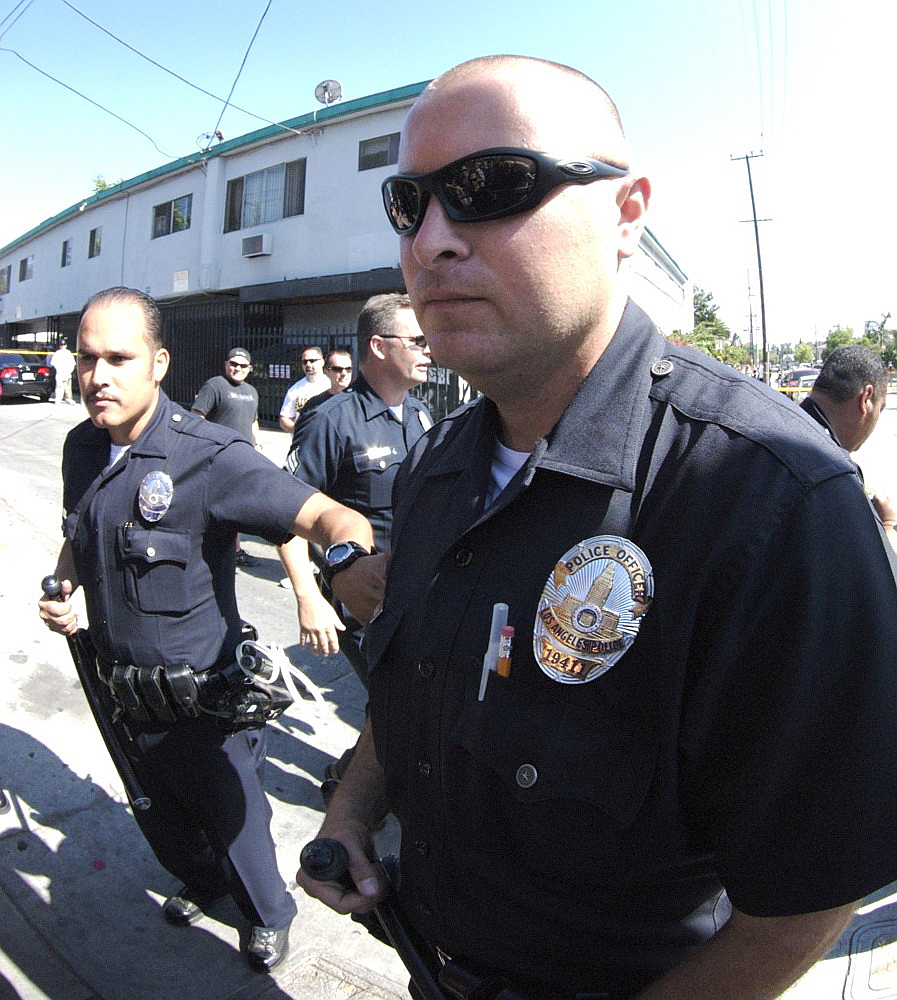
Mundur typu B opcja bez krawatu

*czarna koszula typu PDU zwykle z długim rękawem
[ odznaka blaszana/w formie naszywki noszona nad lewą przednią kieszenią, naszywka z napisem "Los Angeles Police" noszona na kieszeni pod odznaką oraz naszywka z nazwiskiem noszona na prawej przedniej kieszeni, Biały napis "Police" noszony na plecach ]
Biały napis "Police" noszony na plecach
*czarne spodnie typu PDU
*biała lub czarna koszulka noszona pod koszulą główną
*Czarne emblematy LAPD z napisem "Los Angeles Police" noszone na ramionach po prawej oraz lewej stronie
*taktyczne buty zatwierdzone przez LAPD
*pas służbowy z zatwierdzonym wyposażeniem
Klasa D – granatowy/czarny mundur typu BDU (Battle Dress Uniform). Noszony najczęściej przez członków dywizjonu metropolitalnego (SWAT, K9, Air Support) oraz używany do zadań specjalnych. Noszony tylko do wcześniej wymienionych stanowisk lub w sytuacjach nadzwyczajnych.
*czarna lub granatowa koszula z długim lub krótkim rękawem w zależności od warunków pogodowych
[odznaka blaszana/w formie naszywki noszona nad lewą przednią kieszenią, naszywka z napisem "Los Angeles Police" lub z odpowiednim przydziałem np. "Los Angeles Police SWAT" noszona na kieszeni pod odznaką oraz naszywka z nazwiskiem noszona na prawej przedniej kieszeni, biały napis "Police" noszony na plecach oraz czarne emblematy z  napisem "Los Angeles Police" w zależności od przydziału na emblemacie może znajdować się napis "Metro", "K9", "Bomb", "SWAT" “CRASH” lub "Gang" noszone na prawym i lewym ramieniu ]
*Spodnie typu BDU
*taktyczne buty zatwierdzone przez LAPD
*pas służbowy z zatwierdzonym wyposażeniem

### Insygnia oraz inne dodatki noszone przez LAPD
*Insygnia oznaczające zajmowane stanowisko noszone są na przedniej części kołnierza
*Insygnia stażu (ang. hashmarks / hash marks, service stripes) – insygnia (naszywki ukośnych pasków) noszone na lewym rękawie munduru, na przedramieniu, powyżej mankietu. Każdy pasek symbolizuje 5 lat przebytej służby i jest noszony jako opcjonalny dodatek.
*Insygnia wydziału drogowego – department posiada 2 insygnia wydziału drogowego
-Accident Investigator
-Traffic Enforcement
*Każdy z 21 posterunków oraz każdy wydział posiada swoje własne piny z logiem i nazwą wydziału. Noszone najczęściej przy oficjalnych wydarzeniach do stroju galowego lub przez oficerów zajmujących biurowe stanowiska.
*Mundur typu A oraz B posiada dodatkowo 4 (2 na ramionach i 2 na przednich kieszeniach) metalowe guziki z napisem “Los Angeles Police”. Dodatkowo przyjęło się iż większość oficerów nosi swoje długopisy w lewej przedniej kieszeni munduru po prawej stronie

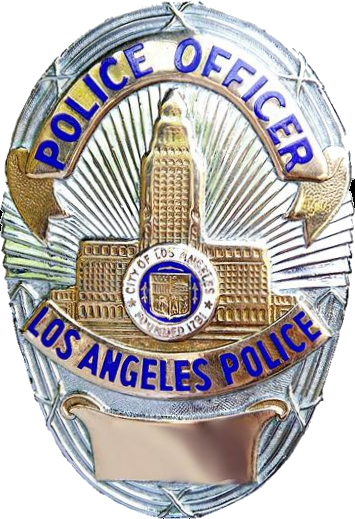
Odznaka oficera policji Los Angeles

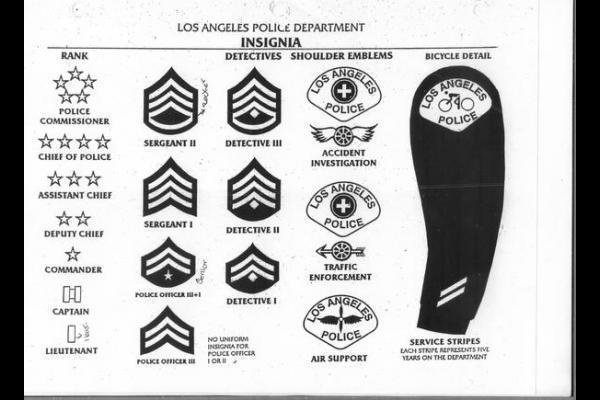
(od lewej) insygnia stanowisk, stopnie, emblematy i insygnia wydziału drogowego oraz insygnia stażu

### Wyposażenie
Departament posiada bardzo restrykcyjne wytyczne dotyczące ułożenia oraz wyposażenia swoich oficerów. Każdy element wyposażenia musi być wykonany ze skóry lub materiału imitującego skórę i być wykonanym w tym samym kroju, mimo tych restrykcji można spotkać wiele wyjątków i ustępstw w stronę policjantów. Na podstawowe i przydziałowe wyposażenie każdego policjanta możemy wyróżnić (wymieniając od prawej strony na pasie głównym):
-czarny skórzany pas oficerski
-uchwyt na klucze
-kabura na broń (montowana na pas lub na udo)
-przydziałowo jedna (zazwyczaj dwie) ładownica na kajdanki
-ładownica na pałkę teleskopową/uchwyt na tonfę
-kabura na taser (montowana na pas lub na udo)
-ładownica na radiotelefon
-ładownica na gaz pieprzowy
-standardowo 2 uchwyty do mocowania pasa głównego
-podwójna ładownica na magazynki
Na resztę wyposażenia wydawanego oficerom do służby składa się;
Wyposażenie na pas główny
-broń krótka
-2 dodatkowe magazynki
-taser typu x26 lub x26p
-kajdanki (1 lub 2 pary)
-gaz pieprzowy
-pałka teleskopowa lub pałka typu tonfa
-radiotelefon Motorola APX8000 lub starsze modele
-latarka
-kamizelka kuloodporna do skrytego noszenia
-kamera nasobna Axon Body 2 lub 3
Wyposażenie Dodatkowe:
-hełm kevlarowy z/bez przyłbica
-tarcza balistyczna
-beanbag shotgun/ wyrzutnia 40mm/ taser shotgun
-broń długa; karabin lub strzelba (najczęściej modele M4, AR15 czy remington 870)
-kolczatka drogowa
-pachołki drogowe
-torby medyczne
-zestawy do przeprowadzania testów narkotykowych
-flary drogowe
-kamizelki taktyczne
-kamizelki odblaskowe
Warto zaznaczyć, że dość powszechną praktyką wśród oficerów stało się wymienianie i zastępowanie przydziałowego ekwipunku. Rzeczy typu gaz pieprzowy, pałki, latarki, kamizelki kuloodporne czy nawet broń są bardzo często wymienne pod własne preferencje i komfort użytkowania funkcjonariuszy. Oficerowie najczęściej decydują się na wymianę części swojego wyposażenia po odbyciu swojej 2 letniej służby szkoleniowej, gdyż zyskują wtedy większą swobodę.
Do stroju galowego obowiązują inne wytyczne co do wyposażenia min. (wymieniając od prawej na pasie głównym).
-czarny skórzany pas oficerski
-kabura na broń (montowana na pas)
-przydziałowo jedna ładownica na kajdanki
-ładownica na pałke typu tonfa
-ładownica na gaz pieprzowy
-podwójna ładownica na magazynki
-broń krótka (najczęściej modele Glock 17 i 19)
Jak możemy się dowiedzieć z Instagrama LAPD Rampart Division standardowe wyposażenie noszone przez funkcjonariuszy waży od około 11 do 13 kg.
"In a post a few weeks ago we asked our followers to guess how much all of our equipment weighed. The answer is 25-30 pounds depending on a few optional items."

## Medale i odznaczenia[13]
Departament posiada łącznie 14 medali, 34 baretki i 4 odznaczenia które przyznawane są oficerom za poszczególne osiągnięcia.
Odznaczenia Strzelnicze przyznawane są w akademii policyjnej za poszczególne osiągnięcia w strzelectwie, noszoną są na lewej kieszeni z lewej strony pod odznaką. Na oficjalnych uroczystościach do stroju galowego, również nowo przyjęci oficerowie przez 2 lata swojej służby, aż do zakończenia swojego szkolenia mogą nosić odznaczenie jako dodatek do munduru.
Baretki za zasługi noszone są tylko do stroju galowego lub przy okazji oficjalnych uroczystości czy wystąpień. Noszone pod odznaką nad lewą kieszenią.

### Stopnie policyjne LAPD

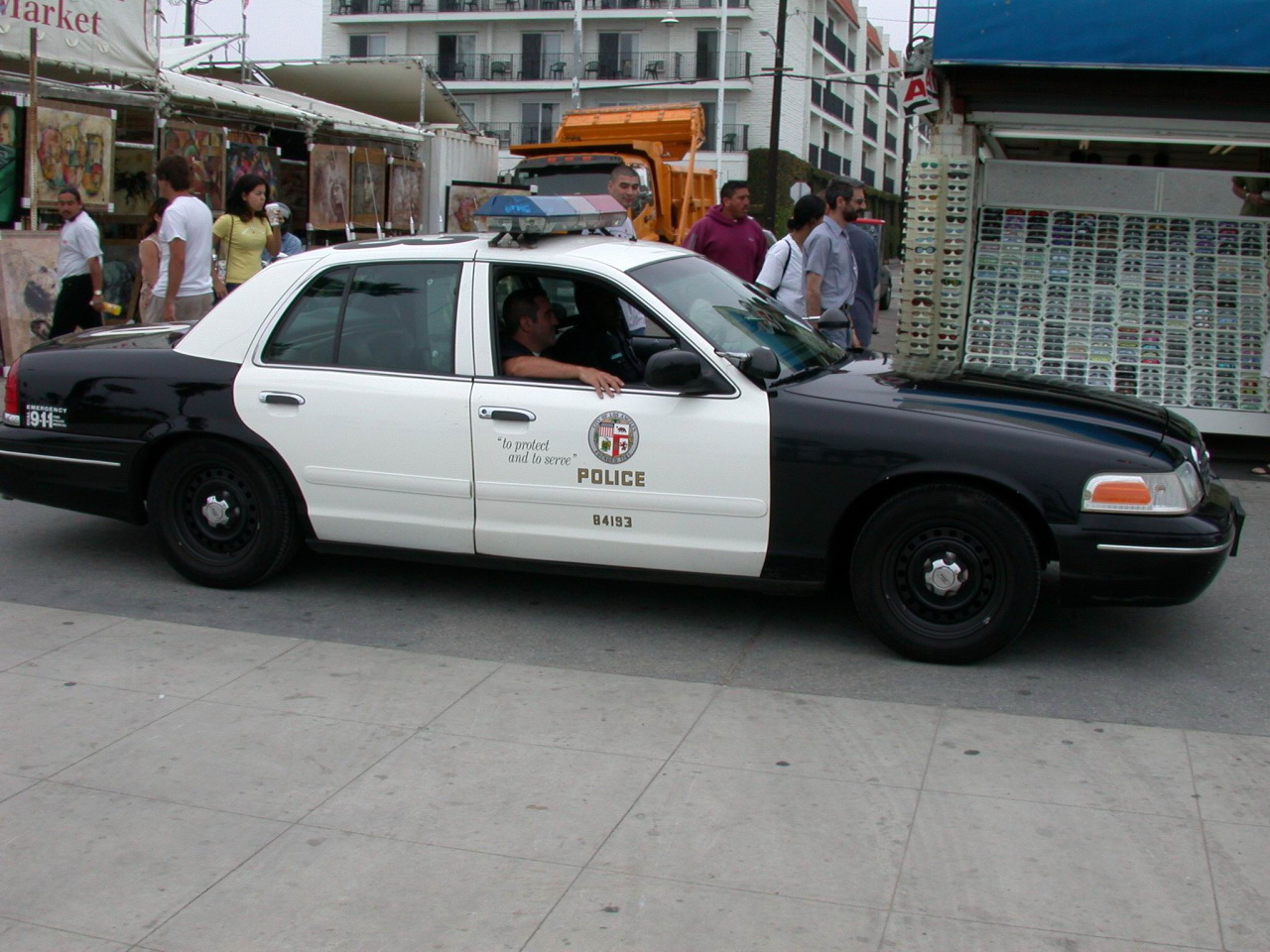
Radiowóz LAPD

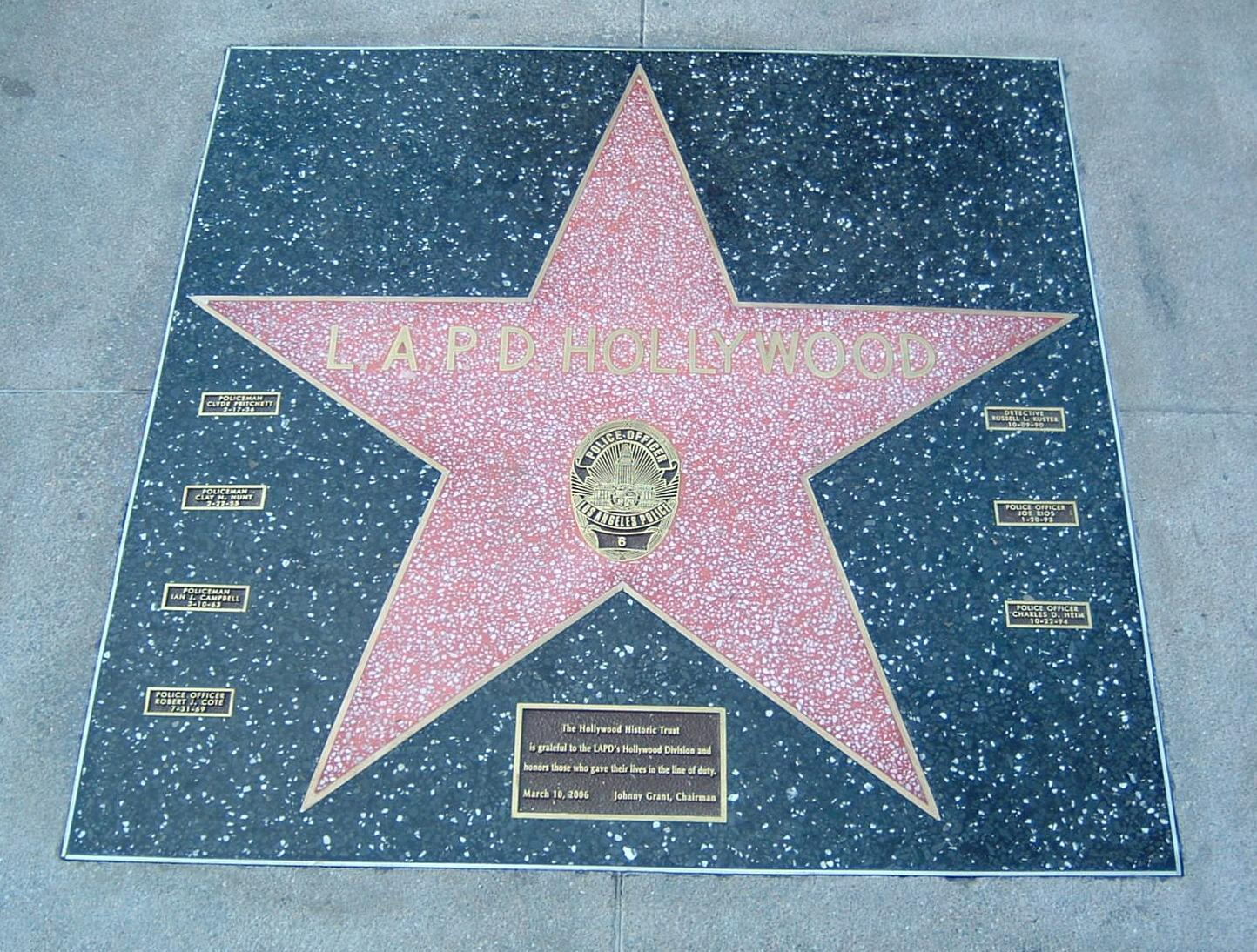
Gwiazda LAPD na Hollywood Walk of Fame

### Stopnie policyjne LAPD[14]
| Stopnie wyższego dowództwa                                                                 | Insygnium | Uwagi |
| ------------------------------------------------------------------------------------------ | --------- | --- |
| Szef Policji                                                                               |           | Wyznaczony przez Burmistrza miasta Los Angeles i akceptowany przez Radę Miasta Los Angeles. Kandydat na urząd Szefa Policji powinien posiadać dyplom uczelni prawnej oraz co najmniej 12-letnie doświadczenie w jednostce policyjnej. |
| Asystent Szefa Policji (I Zastępca Szefa)                                                  |           | Zastępca Szefa może zostać powołany ze stanowiska Komendanta lub Kapitana. |
| II Zastępca Szefa                                                                          |           | Zastępca Szefa może zostać powołany ze stanowiska Komendanta lub Kapitana. |
| Komendant                                                                                  |           | Uprawnienia do awansu na Komendanta, kandydat osiągnąć może dopiero po odsłużeniu próbnego okresu przygotowawczego. |
| III Kapitan II Kapitan I Kapitan                                                           |           | |
| II Porucznik I Porucznik                                                                   |           | |
| Insygnia noszone są na naramiennikach mundurów (koszul bądź kurtek) jako metalowe pinezki. |           | |

| Stopnie oficerskie                                                                      | Insygnium  | Detektywi | Insygnium | Uwagi |
| --------------------------------------------------------------------------------------- | ---------- | --- | --- | --- |
| II Sierżant                                                                             |            | III Detektyw | | Kandydat na I Porucznika musi odsłużyć co najmniej dwa lata jako II Sierżant bądź III Detektyw. |
| I Sierżant                                                                              |            | II Detektyw | | Awans opiera się głównie na wywiadzie z kandydatem i oceną jego osiągnięć w pracy zawodowej. |
| I Sierżant                                                                              | I Detektyw | | | Awans opiera się głównie na wywiadzie z kandydatem i oceną jego osiągnięć w pracy zawodowej. |
| III Oficer Policji ‡                                                                    |            | | | III Oficer Policji, aby nabyć uprawnienia do awansu na I Sierżanta lub I Detektywa, musi odsłużyć co najmniej rok. Następnie dodatkowo przeprowadza się badania i wywiad z kandydatem. |
| II Oficer Policji                                                                       | Brak       | Brak | Brak | Po co najmniej trzech latach służby jako II Oficer Policji, kandydat ten ma prawo do ubiegania się o stopień III Oficera Policji. |
| I Oficer Policji                                                                        | Brak       | Brak | Brak | Automatyczny awans na II Oficera Policji, otrzymuje kandydat, który ukończył pozytywnie 18-miesięczne szkolenie próbne (6 mies. w akademii + 12 mies. szkolenia polowego). |
| Insygnia noszone są jako haftowane naszywki na górnej części rękawa koszuli lub kurtki. |            | | | |
|                                                                                         |            | | | |
| ‡                                                                                       |            | Wyżsi Oficerowie Dowodzący (SLO) mianowani są przez III Oficera Policji. Służą głównie na małych obszarach geograficznych oraz współpracują z Policyjnymi Organami Doradczymi (C-PAB). Służą jako jednostka w celu likwidowania małych grup przestępczych, bezpieczeństwa publicznego oraz jako siły wsparcia policji miasta Los Angeles. | Wyżsi Oficerowie Dowodzący (SLO) mianowani są przez III Oficera Policji. Służą głównie na małych obszarach geograficznych oraz współpracują z Policyjnymi Organami Doradczymi (C-PAB). Służą jako jednostka w celu likwidowania małych grup przestępczych, bezpieczeństwa publicznego oraz jako siły wsparcia policji miasta Los Angeles. | Wyżsi Oficerowie Dowodzący (SLO) mianowani są przez III Oficera Policji. Służą głównie na małych obszarach geograficznych oraz współpracują z Policyjnymi Organami Doradczymi (C-PAB). Służą jako jednostka w celu likwidowania małych grup przestępczych, bezpieczeństwa publicznego oraz jako siły wsparcia policji miasta Los Angeles. |

### Uzbrojenie
Policja Los Angeles korzysta z następujących modeli broni palnej:
Modele Beretta:
92F, 92FS, 92FS-Stainless Steel, 8045 (Nabój 4”)
Modele Smith & Wesson:
459, 5904, 5903, 659, 5906, 645, 4506, 4566, 4567, 5903 TSW, 5906 TSW, 4569 TSW, oraz 4566 TSW.
Modele Glock:
9 mm: Model 34, Model 17, Model 19, Model 26.
.40 S&W: Model 35, Model 22, Model 23
.45 ACP: Model 21, 21SF

### Galeria

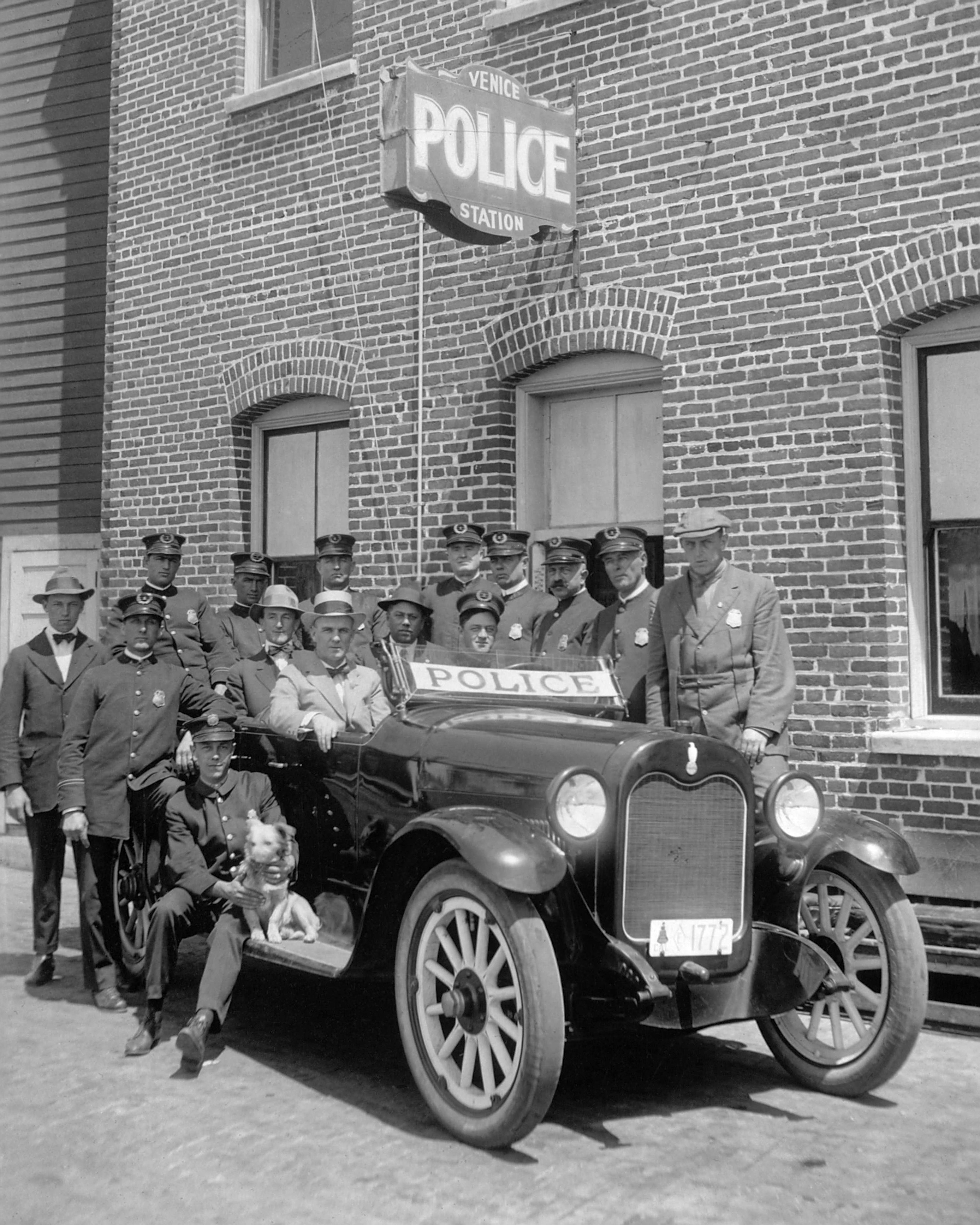
Policjanci ok. 1920
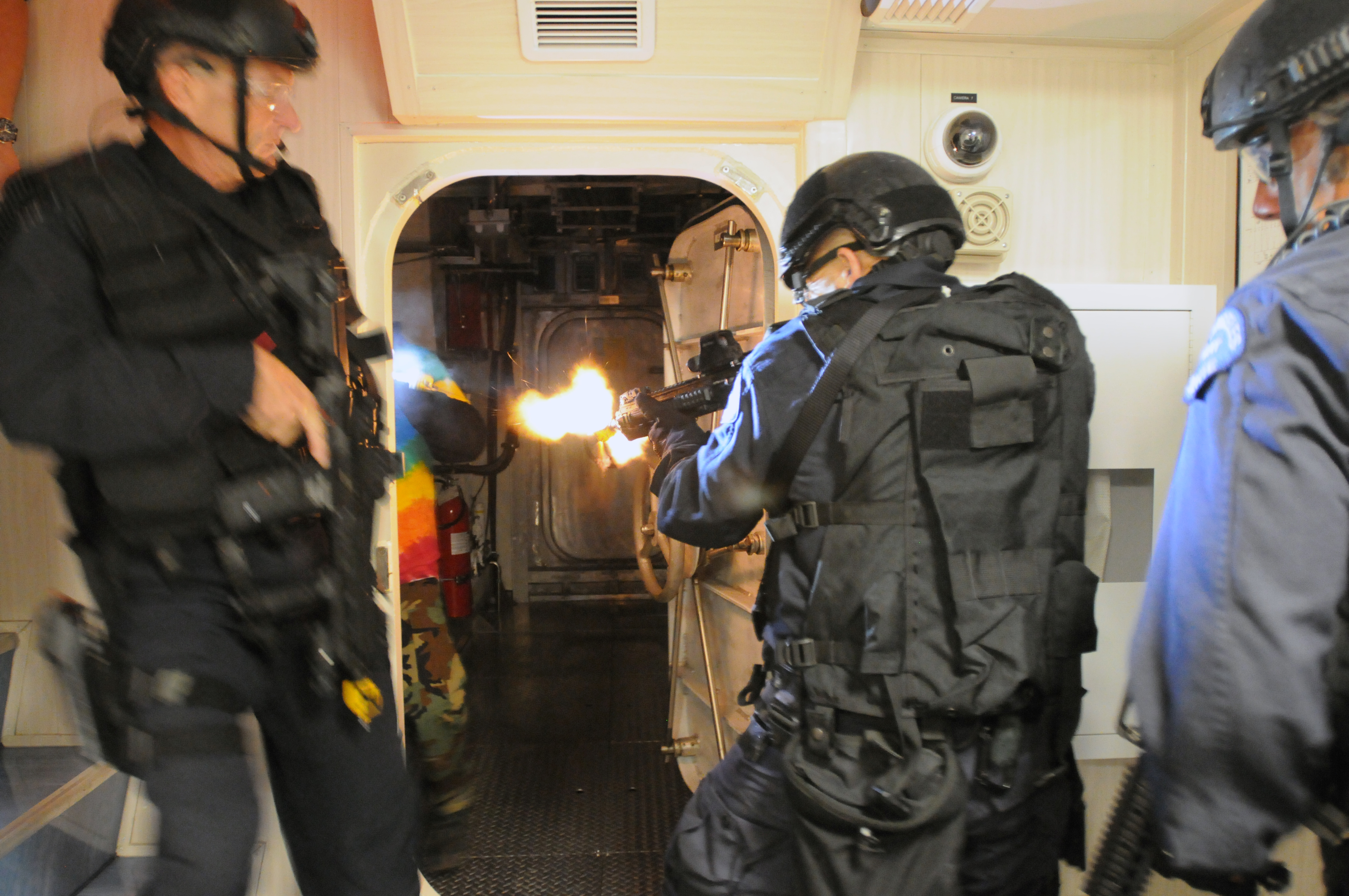
Oddział SWAT z Los Angeles podczas akcji
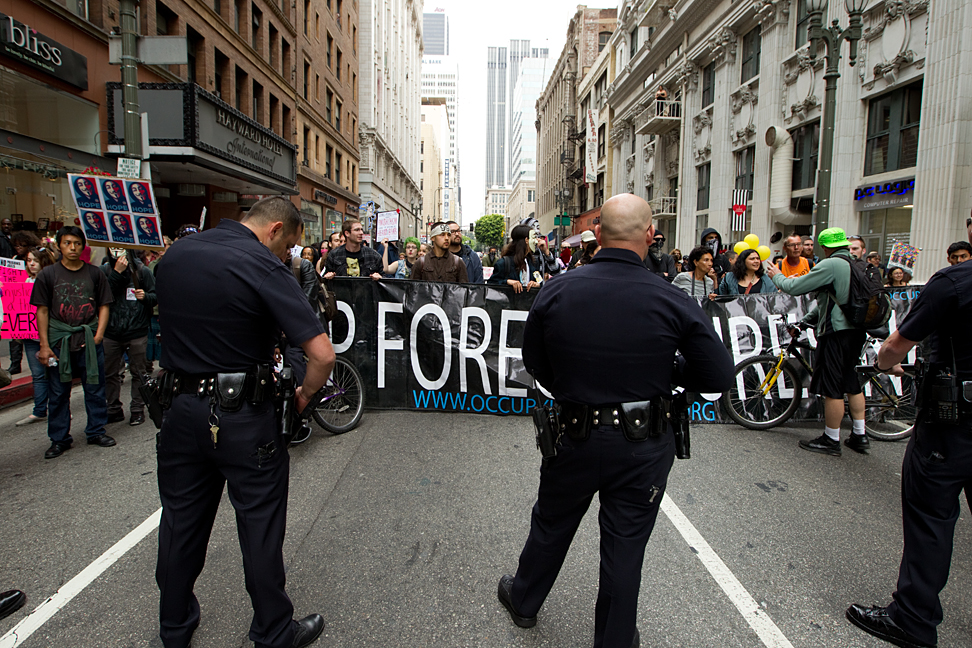
Policjanci podczas protestu Occupy L.A.
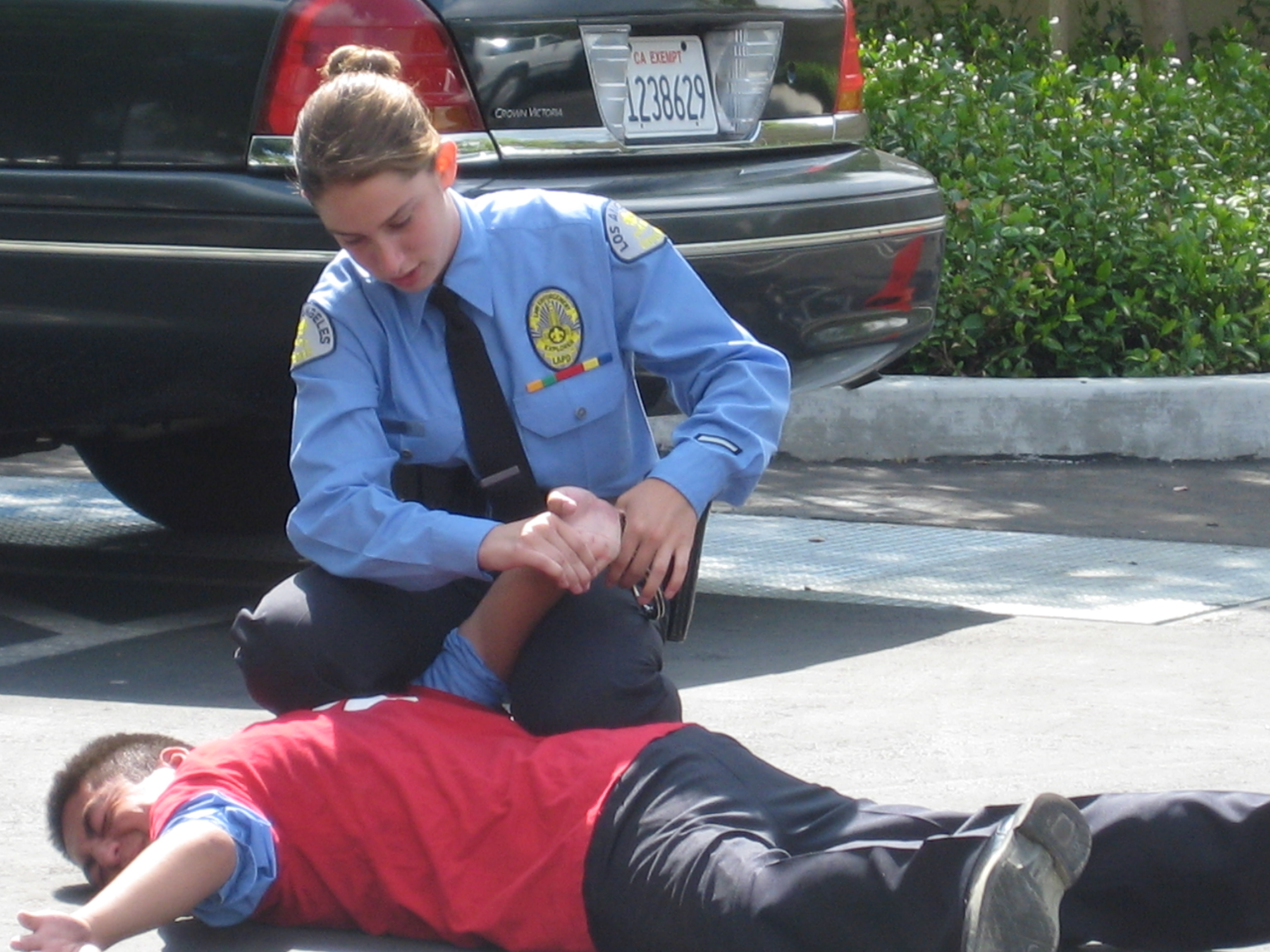
Kadet LAPD podczas ćwiczeń
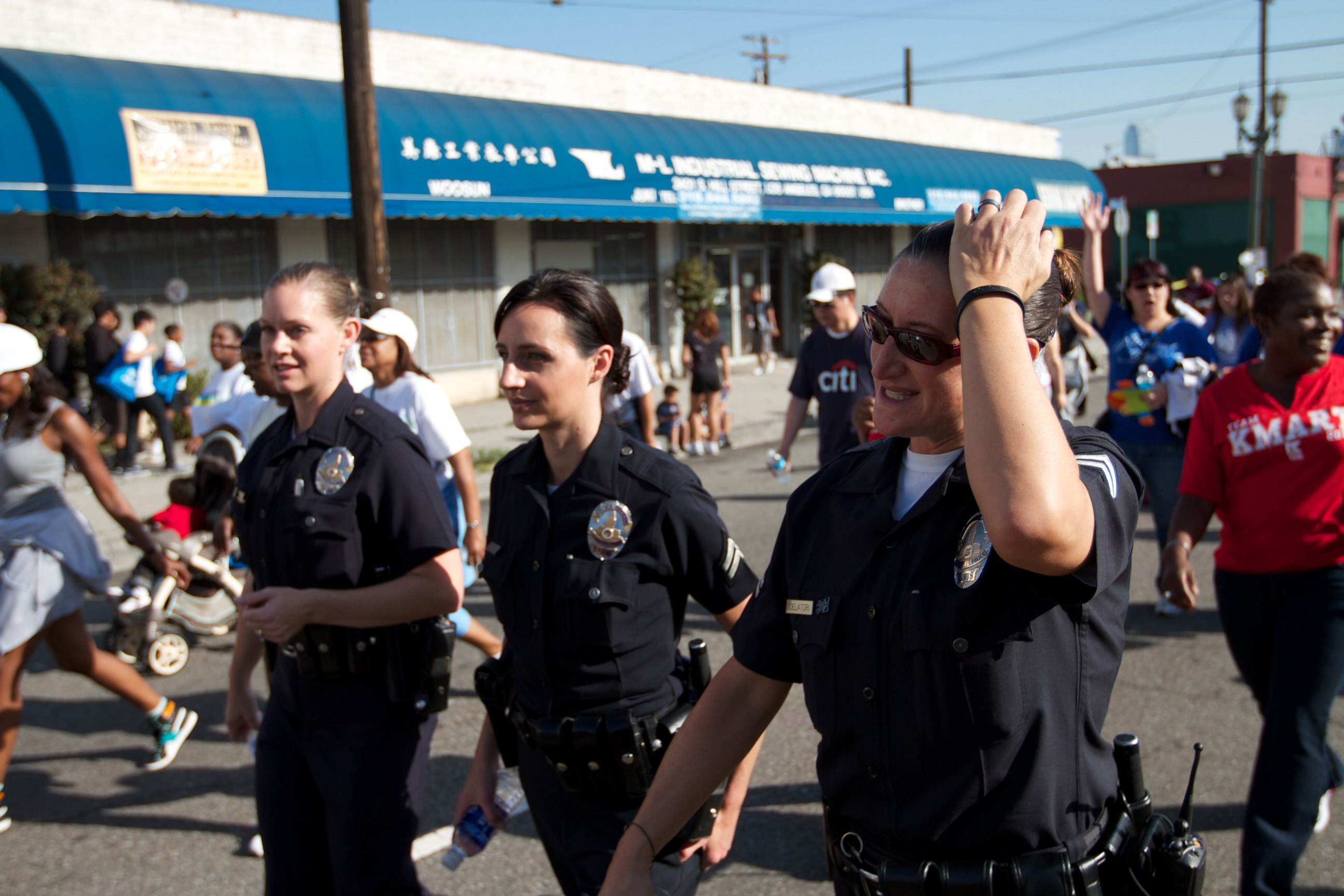
Policjanci podczas demonstracji
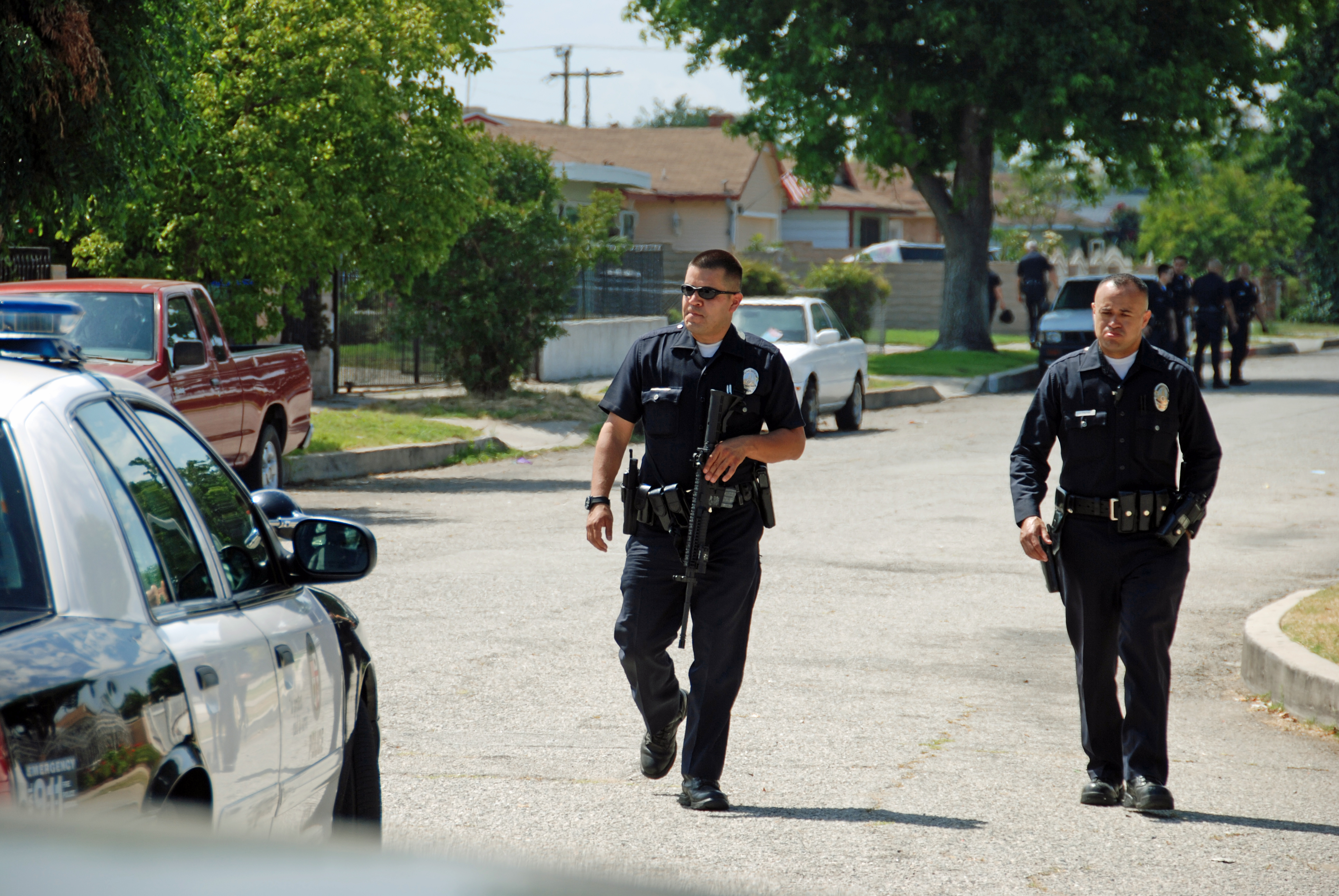
Policjanci uzbrojeni w AR-15
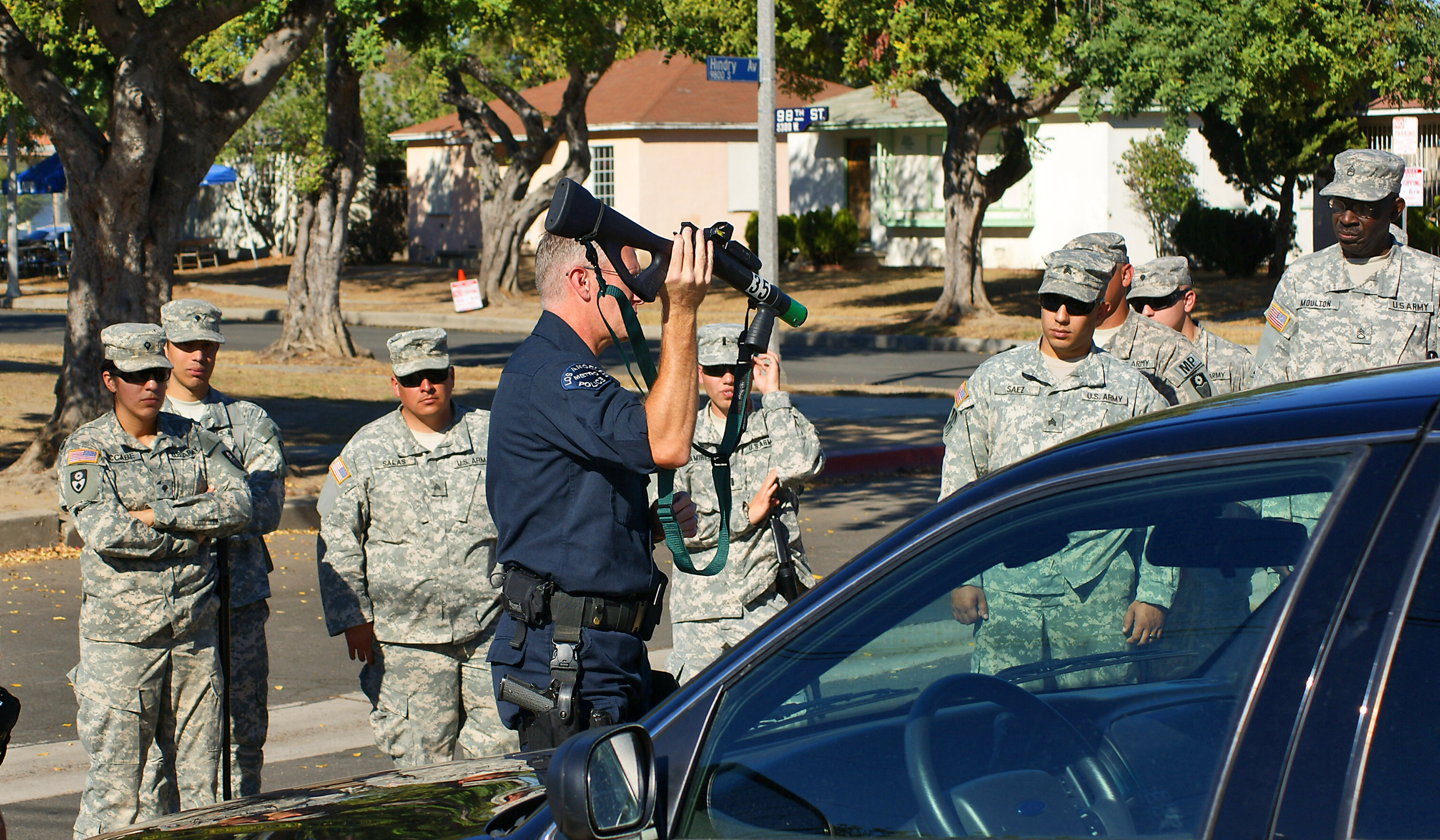
Policjanci z LAPD szkolący żandarmów w zakresie prewencji i kontroli zamieszek
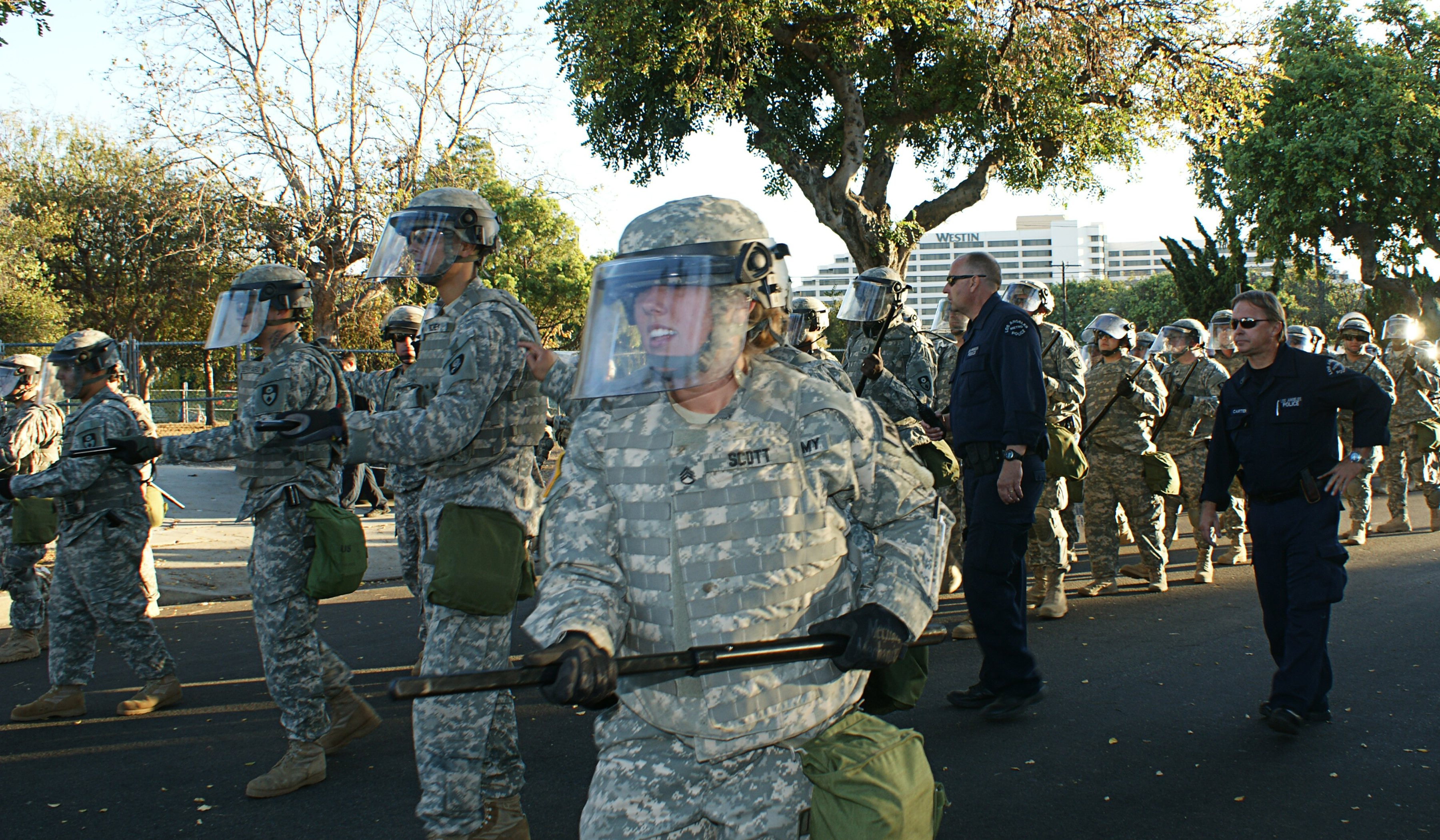
Policjanci szkolący żołnierzy Gwardii Narodowej w zakresie kontroli zamieszek
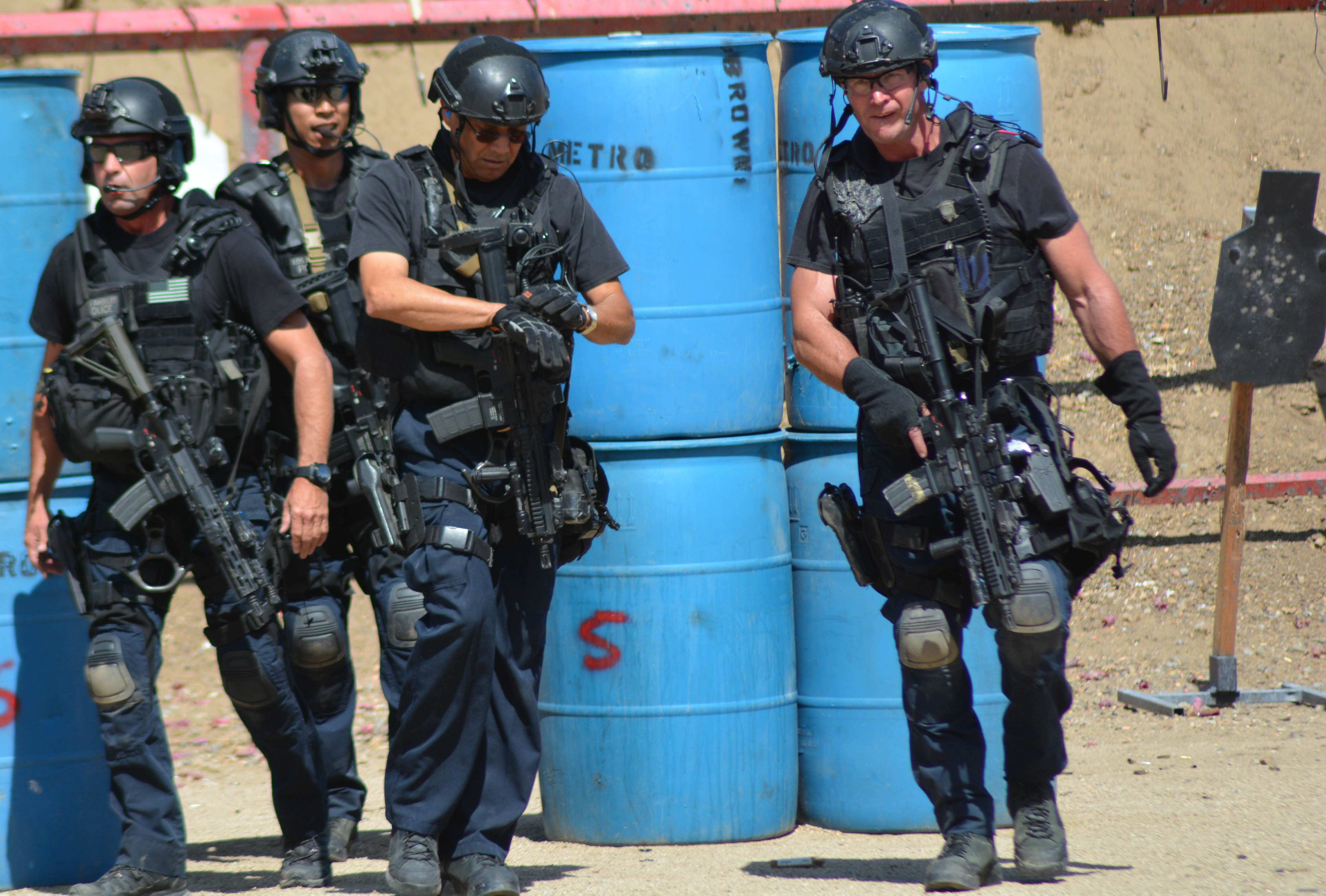
Oddział SWAT z Los Angeles podczas ćwiczeń
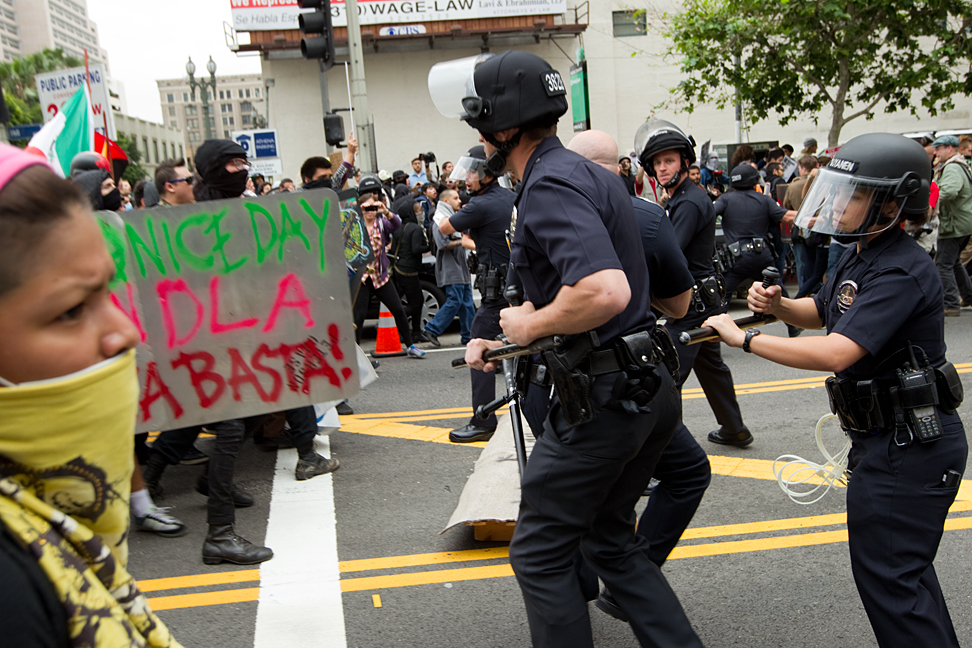
Policjanci z LAPD podczas zamieszek
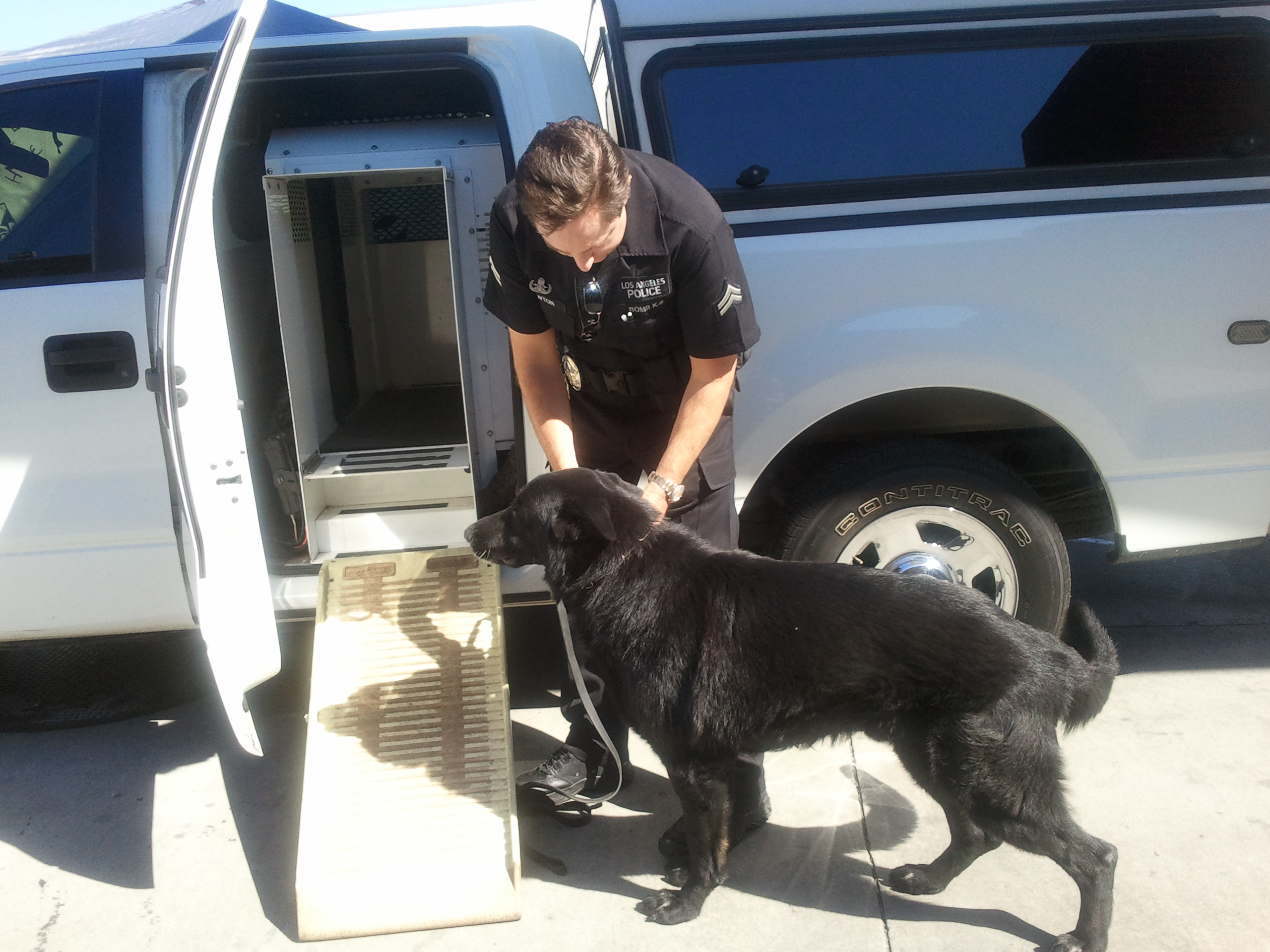
Pies policyjny z LAPD
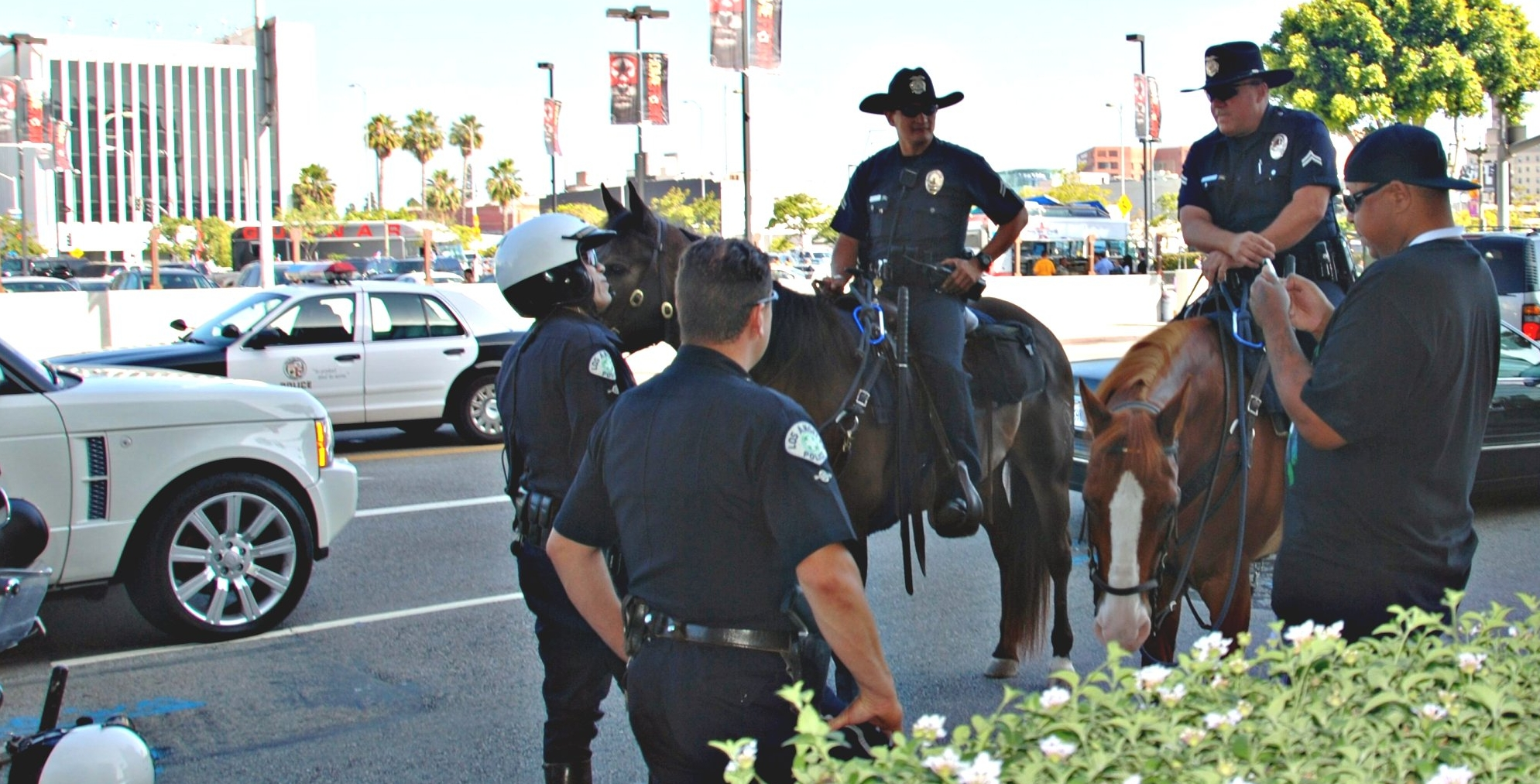
Policja konna

## Źródła
- Na temat jednostki – Strona JoinLAPD.com
- Strona główna LAPD
- Kody radiowe i podział administracyjny
- Mapa RD
- Kanały służb ratunkowych Hrabstwa Los Angeles
- Wydział komunikacji LAPD